# Jean-Baptiste de Wilmet d'Yvoir

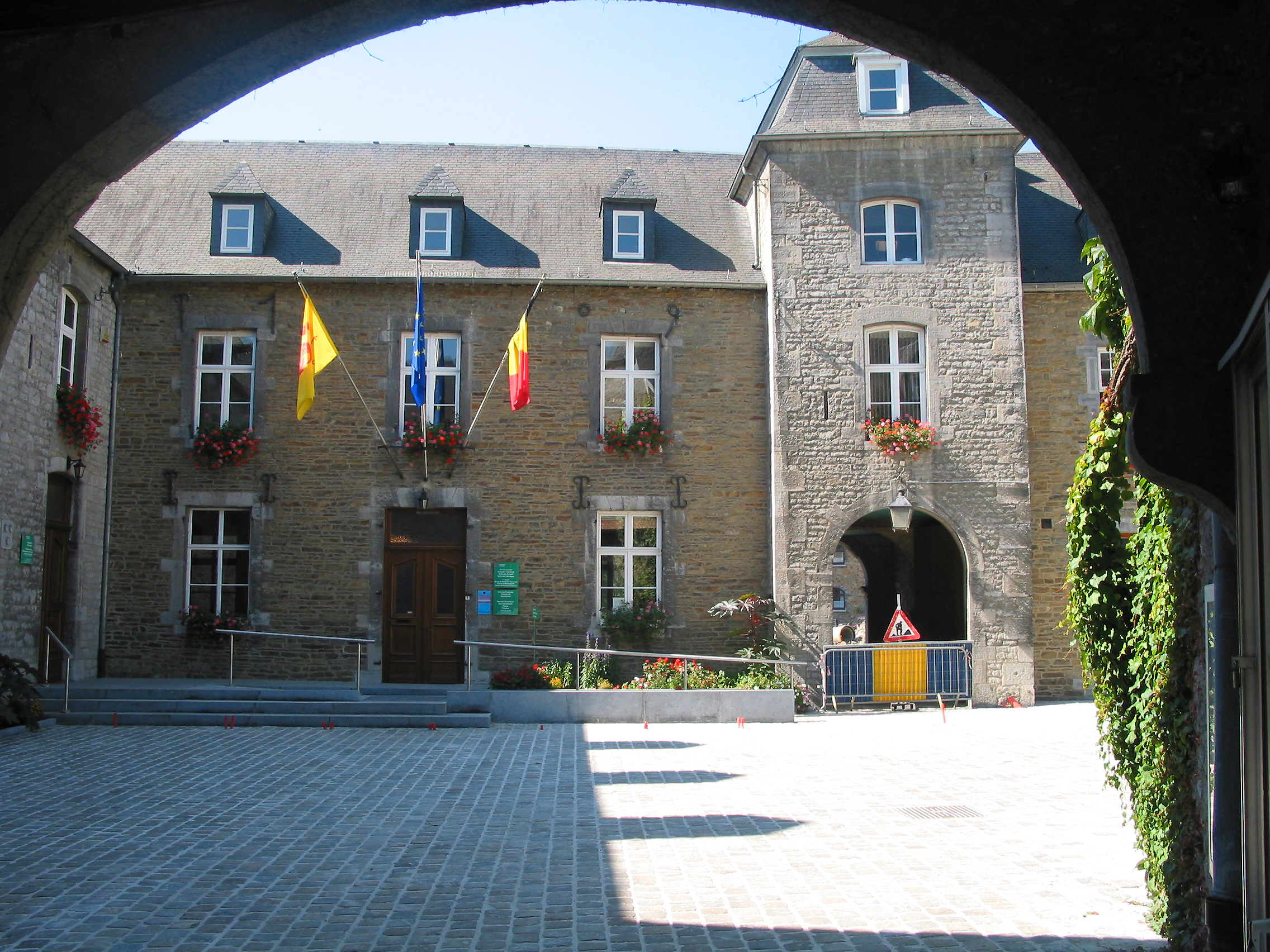
Het kasteel de Moreau, later gemeentehuis van Yvoir

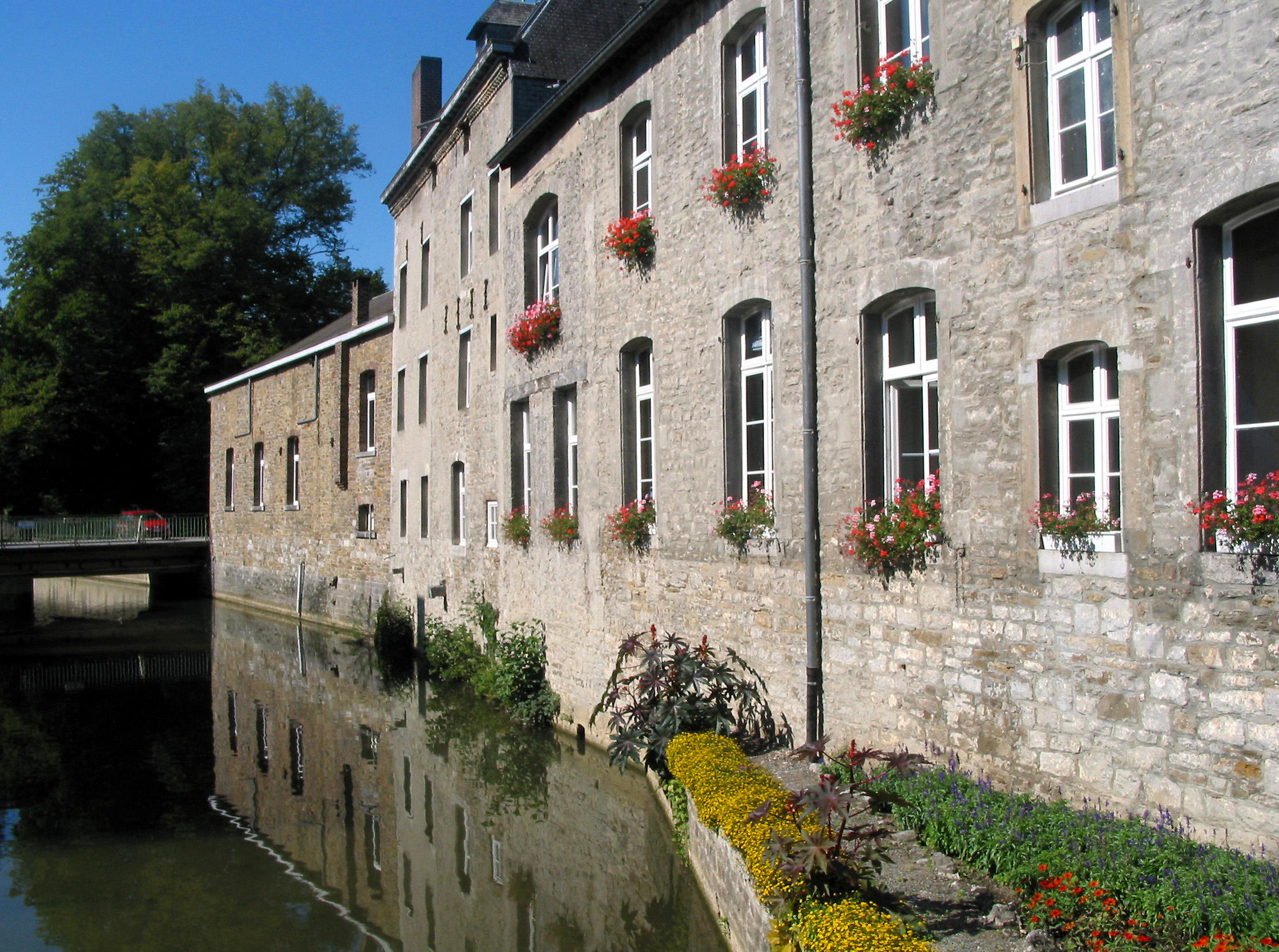
Het kasteel aan de zijkant, langs de Bocq

Jean-Baptiste François de Wilmet d'Yvoir (Givet, 3 juni 1744 - Yvoir, 26 augustus 1826) was een Zuid-Nederlands edelman en industrieel.

## Geschiedenis
In 1777 werd advocaat Etienne Wilmet, heer van Yvoir, bestuurder van hoogovens, in de erfelijke adel opgenomen door keizerin Maria Theresia.

## Levensloop
Jean-Baptiste Wilmet, zoon van Etienne Wilmet en van Marie-Françoise de Montpellier, was heer van Yvoir en staalfabrikant. In zijn jonge jaren was hij luitenant in het regiment van Condé, in dienst van het Franse koninkrijk.
Hij trouwde in 1768 met Jeanne de Moreau (1745-1811), dochter van de staalfabrikant André de Moreau. Ze hadden twee dochters en een zoon. Jeanne de Moreau erfde het familiekasteel in Yvoir, dat hierdoor eigendom werd van Jean-Baptiste Wilmet. Na zijn dood werd het kasteel verkocht en in 1933 werd het gebouw gemeentehuis van Yvoir.
In 1822, onder het Verenigd Koninkrijk der Nederlanden, werd hij erkend in de erfelijke adel.
De enige zoon was Henri Fidèle Amour de Wilmet d'Yvoir (1773-1864), burgemeester van Yvoir. Hij trouwde in 1812 met Charlotte d'Auvin (1788-1844). Ze kregen twee dochters:
- Henriette de Wilmet d'Yvoir (1814-1861), die trouwde met jonkheer Constant de Montpellier (1804-1877). Hij voerde de vrijwilligers uit Namen aan tijdens de opstand van september 1830 en werd nadien kolonel van de Burgerwacht in Namen, provincieraadslid en burgemeester van Vedrin.
- Charlotte de Wilmet d'Yvoir (1817-1881), die trouwde met jonkheer Joseph de Bruges (1814-1878), burgemeester van Weillen en provincieraadslid.

In 1864 doofde de mannelijke lijn uit en in 1881 overleed de laatste naamdraagster.